# Ävjan
Ävjan är en sjö i Bergs kommun i Jämtland och ingår i Indalsälvens huvudavrinningsområde.